# عبد الله أبو مسعود
عبد الله أبو مسعود أول صحفي سياسي في تاريخ مصر الحديث.[بحاجة لمصدر] ولد في دهشور بالجيزة عام 1820م، وأصله من برقة، ثم انتقل إلى البدرشين.
درس في مدرسة الألسن على يد رفاعة الطهطاوي كما درس بالأزهر، وأتقن الفرنسية والإيطالية، ونبغ في الأدب والشعر، وارتقى في المناصب في عهد إسماعيل حتى صار ناظر قلم الترجمة المستجد وأستاذ التاريخ بدار العلوم، وأنشأ صحيفة وادي النيل.
توفي عبد الله أبو مسعود سنة 1878 م.

## مؤلفاته
- منحة أهل العصر بمنتقى تاريخ مصر.
- الدرس العام في التاريخ العام.
- ديوان عبد الله أبو مسعود.
- سيرة محمد علي (أرجوزة).
- شارك في تعريب قانون نابليون وقانون المرافعات.